# ناشيونال جيوغرافيك (فرنسا)
ناشيونال جيوغرافيك هي قناة تلفزيونية توزعها مجموعة فوكس للترفيه في فرنسا وهي تبث بشكل أساسي أفلامًا وثائقية عن التاريخ والعلوم والثقافة والألغاز العظيمة في العالم. هي النسخة الفرنسية لقناة ناشيونال جيوغرافيك الأمريكية.

## التاريخ
بدأت قناة ناشيونال جيوغرافيك في أيلول/سبتمبر 1997 في المملكة المتحدة، ثمّ ظهرت في فرنسا حتى 22 أيلول/سبتمبر 2001 عبرَ القمر الصناعي. كانت القناة في أيامها الأولى تُذاع من لندن وتُذاع من الساعة 9 صباحًا حتى 3 صباحًا.
تألفت برامج القناة مما نسبتهُ 35% عبارة عن برامج حيوانية، وهو موضوع لم تعد القناة تتعامل معه منذ وصول قناة ناشيونال جيوغرافيك وايلد (بالإنجليزية: Nat Geo Wild)‏. صارت القناة متوفّرة في فرنسا بجودة عالية اعتبارًا من فاتح حزيران/يونيو 2006. استحوذت في عام 2018 قناة كنال + على حصرية القناة للتنافس مع SFR، التي استحوذت على قنوات ديسكوفري.
أُطلقت في حزيران/يونيو 2015 خدمة «Nat Geo Play» في فرنسا وهي خدمة يُمكن الوصول لها عبر الإنترنت سواءً من هاتف أو حاسوب أو حتى تلفاز يدعمُ الوصول للشبكة العنكبوتيّة، لكنّ هذه الخدمة توقفت بحلول عام 2018 بسببِ الاستحواذ الحصري لقناة كنال والتي تُوفّر خدمة مشابهة هي ماي كنال (بالفرنسية: MyCanal)‏.

## الشعارات

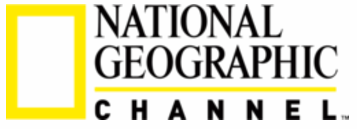
شعار قناة ناشيونال جيوغرافيك منذُ 22 أيلول/سبتمبر 2001 حتى 2002.
شعار قناة ناشيونال جيوغرافيك منذُ 2002 حتى 2016.